# Anna Rice Cooke
Anna Rice Cooke (5 de septiembre de 1853-8 de agosto de 1934) fue una mecenas de las artes y la fundadora del Museo de Arte de Honolulu.

## Biografía
Anna Charlotte Rice nació el 5 de septiembre de 1853 en el seno de una destacada familia misionera en Oahu, Hawái.  Su padre fue el maestro William Harrison Rice (1813–1863) y su madre fue Mary Sophia Hyde. Anna creció en la isla de Kauai.  Estudió en la Punahou School (llamada en esa época el Oahu College) entre 1867 y 1868 y en el Mills College entre 1871 y 1872.
En 1874, contrajo matrimonio con Charles Montague Cooke, un exitoso hombre de negocios, y ambos se trasladaron a vivir a Honolulu. Uno de los hijos del matrimonio fue el zoólogo americano Charles Montague Cooke, Jr., (1874–1948). Sus otros hijos fueron Clarence  H. Cooke, George P. Cooke, Richard A. Cooke, Alice T. Cooke y Theodore A. Cooke.
En 1882, los Cooke construyeron una casa familiar en la calle Beretania, al otro lado del Thomas Square Park. En aquella época, gozaban de vistas directas al Diamond Head y a Punahou School  desde las ventanas del segundo piso. A medida que su posición económica fue mejorando, fueron reuniendo su propia colección de obras de arte. Las primeras adquisiciones de Anna fueron piezas para embellecer la casa de calle Beretania. Acudía con frecuencia a la tienda del fabricante de mobiliario Yeun Kwock Fong Inn quien contaba a menudo con piezas de cerámica y tejidos enviados por su hermano desde China. Fong Inn acabaría convirtiéndose en uno de los principales importadores de piezas artísticas de Honolulu. Anna se erigió en protectora de los artistas locales, especialmente de Charles W. Bartlett. Organizó exposiciones en su propia casa y presentó artistas a sus amigos ricos.

## Academia de Artes de Honolulu
La colección de arte de los Cooke acabó por desbordar su casa y las de sus hijos. En 1920, Anna Rice Cooke y su hija Alice (casada con Phillip Spalding), junto con su nuera Dagmar (casada con Richard Cooke), y con Catharine E. B. Cox (casada con Isaac Cox), profesora de arte, empezaron a catalogar e inventariar la colección con la intención de mostrar sus objetos en un museo para los niños de Hawái. A pesar de su reducida educación formal, estas mujeres obtuvieron del Territorio de Hawái en 1922 la autorización para establecer el museo, mientras continuaban catalogando todos los tesoros artísticos de la colección. En 1924, Cooke contrató al pintor Frank Montague Moore como el primer director del Museo de Arte de Honolulu.  Desde el principio, quiso que fuera un museo que reflejara las características únicas del ambiente multicultural de Hawái.
Los Cooke donaron su casa de calle Beretania al museo, junto con 25.000 dólares y varias miles de obras de arte. Su casa familiar fue echada abajo para hacer el nuevo museo. El arquitecto neoyorquino Bertram Goodhue diseñó los planes para un edificio de estilo hawaiiano clásico con las montañas como fondo y coloridos árboles florales, macizos de flores y arbustos complementando el austero exterior de muros blancos y tejados de tejas. Goodhue murió antes de que el proyecto estuviera terminado y el encargado de terminar el trabajo fue Hardie Phillip. Con los años, este estilo único ha sido imitado en muchos edificios por todo el Estado.
El 8 de abril de 1927, el Museo de Arte de Honolulu abrió sus puertas.  El 8 de agosto de 1934, Cooke murió tranquilamente en su casa.